# 魯德尼亞 (奧列夫斯克區)
51°23′29″N 27°38′12″E / 51.39139°N 27.63667°E
魯德尼亞（烏克蘭語：Рудня），是烏克蘭北部的村莊，隸屬日托米爾州的科羅斯滕區。該村始建於1691年，面積0.56平方公里，海拔高度172米，2001年人口136，人口密度每平方公里242.86人。